# 李清 (演員)
李清（1912年—2000年7月14日），原名李漢清，男，廣東東莞人，香港粵語片演員。
李清與吳楚帆、張活游和張瑛合稱為當年的粵語片「四大小生」。

## 生平
李清生於馬來西亞吉隆坡。曾就讀於上海英華中學。1935年考入上海「明星電影公司」舉辦的「明星人才養成所」；受訓後當演員，第一部影片是《翡翠馬》（1935），成名作是《生死同心》（1936）。1937年，他轉入「聯華影業公司」，《聯華交響曲》（1937）中的《月下小景》是他主演的第一部影片。
抗日戰爭爆發後，他移居香港，主演的第一部影片是《流氓小姐》（1938）。1938年到1941年，他主演過七部影片，包括粵語片《血濺寶山城》（1938）和國語片《前程萬里》（1941）。香港淪陷後，他參加「中國話劇團」演出《雷雨》、《日出》等話劇。
抗戰勝利後，他返港主演第一部影片是國語片《秋水伊人》（1946），第一部粵語片是《鐵膽》（1947）。此外他在「南國」、「大江」等影片公司主演過國語片《靜靜的嘉陵江》（1949）和粵語片經典作《珠江淚》（1950）等。
1950年代初期，他在「龍馬影片公司」主演《一板之隔》（1952）、《江湖兒女》（1952）、《水火之間》（1955）等名片。他是「中聯影業公司」創辦人和股東之一。他在「中聯」主演過《千萬人家》（1953）、《牆》（1956）和《錢》（1959）等。
1950年代後期，他主演過「鳳凰」的《太太傳奇》（1957）、「新聯」的《誰是兇手》（1957）等。
從1935年至1976年，他參演過接近一百部影片，有「光藝」的《胭脂虎》（1956）、「飛龍」的《肝膽照江湖》（1970）、「華僑」的《雷雨》（1957）等。《奪命錢》（1979）是他演出的最後一部影片，之後因年齡和健康問題退出影壇。
李清於2000年7月14日逝世。

## 家庭
1941年跟同時期演員容小意結婚，育有一子（李雄）兩女（李愛齡、李愛蓮）。

## 電影作品

### 演員（155部）
1934-1978

| - 女兒經（1934）...徐莉男友 - 翡翠馬（1935） - 船家女（1935）...青年 - 生死同心（1936）...韓鐵夫 - 聯華交響曲（1937） - 搖錢樹（1937） - 流氓小姐（1938） - 血濺寶山城（1938） - 上海火線後（1938） - 蓋世女英雄（1939） - 孤島天堂（1939）...神秘青年 - 血海花（1940） - 烽火故鄉（1941）...阿牛 - 正氣歌（1941）...王志强 - 烽火鴛鴦（1941） - 前程萬里（1941）...老高 - 情燄（1946） - 鐵膽（1947）...鐵膽崔南波 - 地獄天堂（1947）...陳朗夫 - 秋水伊人（1947）...何平 - 望穿秋水（1948） - 賣肉救家姑（1949）...何其善 - 靜靜的嘉陵江（1949）...龍志偉 - 海外尋夫（1950）...曾阿剛 - 人海萬花筒（1950） - 珠江淚（1950）...大隻牛 - 花姑娘（1951）...司機 - 一板之隔（1952）...陳強 - 神鬼人（1952）...老王 - 江湖兒女（1952）...鐵柱 - 苦海明燈（1953）...林院長 - 金絲雀（1953）...賀唯民 - 有求不應（1953）...吳國才 - 千萬人家（1953）...魏建民 - 水紅菱（莫愁巷）（1953）...劉兆發 - 再生花（1953）...阿貴 - 父慈子孝（1954）...鄧華清 - 舊愛新歡（1954）...吳慕之 - 錦繡人生（1954） - 歸來（1954）...馮華 - 父與子（1954）...李清（客串） - 闔第光臨（1955）...馮明華父 - 愛（下集）（1955）...呂景康 - 水火之間（1955）...孫先生 - 兒女債（1955）...劉文傑 - 秋海棠（1955）...趙玉昆 - 桃李滿天下（1955）...林志華 - 春殘夢斷（1955）...李文 - 胭脂虎（1955）...韓麒麟 - 愛（上集）（1955）...呂景康 - 後窗（1955）...阿清 - 寒夜（1955）...唐柏青 - 三入閻王殿（1956）...何老師 - 牆（1956）...金帆 - 寂莫的心（1956） - 琵琶怨（1957）...楊提場 - 珠江河畔（1957）...潘劍華 - 雷雨（1957）...魯大海 - 小婦人（1957）...尚世疇 - 無情大海有情天（1957）...阿海 - 誰是兇手?（1957）...呂大德 - 啼笑姻緣（1957）...關壽峰 - 血染黃金（1957）...大隻鵬 - 太太傳奇（1957）...陳柏年 - 水滸傳：知取生辰綱（1957）...赤髮鬼劉唐 - 奸情（1958）...劉劍生 - 射鵰英雄傳（1958）...楊鐵心 - 你是兇手（1958）...何清 - 烽火佳人（1958）...丁紹元 - 借新娘（探親家）（1958）...趙勝 - 紫薇園的秋天（1958）...彭清洛 - 搶新郎（1958）...張宣 - 大冬瓜（1958）...趙得福 - 王老五之戀（1959）...王樂吾 - 毒丈夫（1959）...張品超 - 錢（1959）...羅大海 - 情犯（1959）...探長 - 一命三兇手（1959）...何彪 | - 碧血劍（下集）（1959）...焦公禮 - 麗鬼冤仇（1959）...軍閥 - 同心結（1959）...阿清 - 路（1959）...劉保明 - 豪門夜宴（1959）...勝哥 - 人（1960）...老闆 - 我要活下去（1960）...足球健將卓友 - 最後五分鐘（1960）...陳大業 - 雷雨之夜（1960）...歐陽偉成 / 歐成 - 鴛鴦刀（上集）（1961）...蕭半天 - 黑夜怪談（1961）...夏仲覺 - 少小離家老大回（上集）（1961）...譚標 - 七小福（1961） - 銀紙萬歲（1961）...銀紙萬歲 - 海角追蹤（1961）...打靶四 - 少小離家老大回（下集）（1961）...譚標 - 唉，郎錯了!（1961）...趙有 - 鴛鴦刀（下集）（1961）...蕭半天 - 鳳凰山龍虎鬥（1961）...霍大虎 - 富貴神仙（1962）...趙光 - 夜夜望娘歸（1962）...凌志雲 - 殘月離魂（1962）...林仲衡 - 峨嵋三劍俠（1962）...宗漢華 - 難分骨肉情（1962）...馮康仁 - 血繡鞋（1962）...龐樹中 - 天山神俠（1962）...宗漢華 - 秋風秋雨（1962）...劉祥 - 鬼屋疑雲（1963）...區漢華 - 情之所鍾（1963）...伊立仁 - 刀劍緣（上集）（1963）...馬武 - 荒谷恩仇記（1963）...仇大虎 - 春到人間（1963） - 刀劍緣（下集）（1963）...馬武 - 海（1963）...郭老二 - 血紙人（1964）...大隊長 - 999毒天鵝（1964）...陳德祥 - 香城艷屍（1964）...楊大偉 - 七煞掌（1964）...蘇人傑 - 秘密文件303（1964）...馬國材主任 - 錦秀天堂（1964） - 鴛夢重溫（1964）...楊守一 - 大少奶（1964）...李誠 - 魂斷奈何天（1964）...陳伯 - 男男女女（1964）...王秘書 - 情俠情仇（1964）...秦明 - 戰地奇女子（1965）...鈴木 - 英雄兒女（1965）...聞康 - 女生外向（1965）...方兆祺 - 盲俠穿心劍（下集）（1965）...盲俠周念明 - 馬陵道（1965）...淳于髡 - 西施（1965）...伍子胥 - 紅男綠女（1965） - 刀劍雙蘭（1965）...趙龍山 - 情天劫（1965）...陳伯強 - 盲俠穿心劍（上集）（1965）...盲俠周念明 - 天荒情未老（1965） - 碧海青天夜夜心（1966）...李仁貴 - 法網情絲（1966）...何幹 - 金面俠（1967）...陶陸舟 - 虎口鴛鴦（1967）...獵戶皮老爹 - 鐵膽恩仇（1967）...陳洪 - 魔窟尋蹤（1968） - 抗敵風雲（1968）...林海英 - 李後主（1968）... 林仁肇 - 追求妙遇（1969）...陳多 - 神偷俠侶（1969）...軍閥曹大昌 - 肝膽照江湖（1970）...華叔 - 屋（1970） - 古鐘風雲（1970）...嚴柳堂 - 三個十七歲（1972）...陳伯 - 苗寨烽火（1973） - 鐵樹開花（1973） - 萬戶人家（1975） - 至愛親朋（1976） - 屈原（1977）...楚懷王 - 光棍神偷雙彩鳳（1978） - 辣手情人（1978）...老闆 - 奪命錢（1979） |